# Eva Krížiková
Eva Krížiková, született Eva Zvaríková (Récse, 1934. július 15. – Malacka, 2020. március 31.) szlovák színésznő.

## Élete
Az Állami Konzervatóriumban tanult. Egy évet a turócszentmártoni Hadsereg színházában (1953–1954) játszott, majd a Szlovák Nemzeti Színház tagja volt egészen haláláig. Férje 1961-től František Zvarík (1921–2008) színész, opera- és népdalénekes volt.

## Filmjei
- Szerelem engedély nélkül (V piatok trinásteho) (1954)
- Štvorylka (1955)
- Čert nespí (1956)
- Statočný zlodej (1958)
- Kapitán Dabač (1959)
- Na pochode sa vždy nespieva (1961)
- Slnečný kúpeľ (1964)
- A halál esőben jön (Smrt prichádza v dazdi) (1966)
- Srdce na lane (1973)
- Pozor, ide Jozefína... (1976)
- Červené víno (1977)
- Kamarátka Šuška (1978)
- Rača, láska moja (1977)
- A nagymama receptjei (Recept od starej mamy) (1980, tv-film)
- Predčasné leto (1983)
- Deravé vrecko (1983)
- Kouzelníkův návrat (1984)
- Keď jubilant plače (1984, tv-film)
- Volná noha (1989)
- V erbu lvice (1994)
- Suzanne (1996)
- Obchod so šťastím (Elenka Šťastná) (2008, tv-sorozat)